# Ústav teorie a historie vědy ČSAV
Ústav teorie a historie vědy v Praze, se sídlem Jilská 1, Praha 1, byl od roku 1. ledna 1960 do 14. října 1993 jedním z ústavů ČSAV, který navazoval na oficiální učení marxismu-leninismu. Svou nulovou vědeckou aktivitu maskoval vydáváním prorežimních publikací plných banalit a frází.[zdroj?] Spolupracoval s Ústavem vědeckého ateismu a jeho specifikem bylo, že všichni zaměstnanci byli spolupracovníci StB.[zdroj?]